# インディアス

コロンブスの描いたインディアス

インディアス（インディオス）（Las Indias）はスペイン人が発見・征服・植民した地域の総称で、現在の西インド諸島、アメリカ大陸の一部、およびフィリピン諸島を指す。元来は中国、日本を含む東アジア地域の総称であった。

## 概要
中世ヨーロッパで一般に使用されていたインディアスの従来の意味は「概念上の東アジア」であり、新大陸は含まれていなかった。これは、中世ヨーロッパにおける「世界」がヨーロッパ、アフリカ、アジアから成っているというのが通説であったためである。ピエール・ダイイが著した『世界の姿』（Imago mundi）に描かれる「インディアス像」には怪獣や一つ目の人間などが描かれている。
クリストファー・コロンブスは西方航海によってインディアスを目指し、1492年、グアナハニ島を発見した。原住民は「インディアスの人々」という意味を込めてインディオと呼ばれた。